# Endless (Leon Faun)
Endless è un EP del rapper italiano Leon Faun, pubblicato nel 2017. Prodotto interamente da Duffy, Thasup e Prince.wav, fu pubblicato in download gratuito attraverso lo pseudonimo di LYO. 

## Tracce
1. Endless – 2:47
2. La musica e Lei – 3:34
3. Snake – 2:50
4. Play – 1:47